# Río Tartagal
El río Tartagal es un curso de agua en el norte de la provincia de Salta, Argentina. Cruza la ciudad de Tartagal, en el departamento General José de San Martín, encausándose de oeste a este, atravesando muchos pequeños arroyos
. Su curso es algo corto y debido al clima seco de la región, solo lleva mucho caudal durante la intensa estación de lluvias (principalmente en verano, principios de otoño).
El río Tartagal fue canalizado en 1980 en su tramo que pasa por la ciudad homónima, con un revestimiento de placas de hormigón desde la Avenida Packman hasta la Ruta Nacional 34, con una sección trapecial.
Por las intensas precipitaciones de fines de diciembre de 2005 y enero de 2006 sobre la cuenca, el caudal con arrastre de material sólido en el río Tartagal, sumado al agua pluvial escurrida por márgenes y barrancas de la traza urbana produjeron la destrucción de gran parte del revestimiento y el derrumbe de los taludes de sus márgenes. El río Tartagal superó ampliamente su cauce, provocando intensos deslizamientos de tierras en sus barrancas, destruyendo o dañando puentes y carreteras (incluyendo la importante RN 34) a través de su curso, y resultando en que la ciudad de 
Tartagal se aislara prácticamente del resto de la provincia por semanas.

## Universidad Nacional de Salta
Desde la sede Tartagal de esta Universidad se ha inventariado:
1. Incomunicada con la capital provincial Salta y el resto del país por la RN 34, por caída del "Puente del Río Seco", "Puente Bayley", el 18 de marzo.
2. Desmoronamiento de la carretera en "Quebrada de Galarza", quedando inútil media calzada.
3. Debilitamiento estructural de puentes y alcantarillas de la ruta 34 km de Tartagal al norte: puente sobre el río Tartagal, Cuña Muerta, Zanja Honda, Capiazuti, Caraparí y puente internacional. Esta situación afecta directamente el traslado de las personas, el que se realiza con riesgo para la vida.
4. Afectadas las comunicaciones telefónicas (fijos y celulares); la de Internet y el cese frecuente del sistema de redes interbancarias.

### Desastre en Tartagal
1. Desborde del río Tartagal: desmorone de las márgenes norte y sur, colapso de las obras de canalización y profundización del cauce. Esta catástrofe desmoronó viviendas de Barrio Los Payos, Villa Saavedra, Tomás Ryan, Tomás Sánchez; compromiso estructural del muro sur del Colegio Santa Catalina de Bolonia (1600 alumnos).
2. Barrios anegados y colapso de bases de calles, con formación de quebradas (circundan la ciudad y cortan barrios).
3. Empeoramiento de edificios escolares por destrucción de calles, inhabilitación de pasarelas peatonales sobre el río Tartagal .

### Diagnóstico y asesoramiento
1. Investigar causas del desastre, especialmente con el manejo irracional del recurso natural por las empresas petroleras, forestales-madereras y agrícolas.
2. Asesoramiento jurídico a los núcleos familiares afectadas por la pérdida de propiedades y de otros bienes y por sus derechos afectados.